# Maison Poincaré
Ne doit pas être confondu avec Institut Henri-Poincaré.
La maison Poincaré est un musée des mathématiques installé dans l'ancien laboratoire de Jean Perrin, à Paris. Ouvert au public depuis le 30 septembre 2023, il a pour objectif de faire découvrir au grand public, de manière ludique et interactive, les mathématiques et leurs applications. Son nom est un hommage au mathématicien français Henri Poincaré.

## Histoire
Le musée se présente comme l'héritage de deux hommes :
Émile Borel, fondateur de l'Institut Henri-Poincaré et Jean Perrin, à l'origine du CNRS et du Palais de la Découverte.
Pensé par l’Institut Henri-Poincaré dans les années 2010 sous l’impulsion du directeur de l'époque, le mathématicien Cédric Villani, la création de la Maison Poincaré est concrétisée par Sylvie Benzoni et le musée ouvre ses portes le 30 septembre 2023.
Conçu sur le modèle du National Museum of Mathematics de New York ou de la Maison des mathématiques de Lyon, il s'agit du premier musée parisien consacré aux mathématiques.

## Description
Le musée s'adresse au grand public et vise à montrer que les mathématiques sont en interaction en permanence avec les autres sciences et la société.
L’exposition permanente occupe sept salles. Chacun de ces espaces est pensé autour d'un verbe qui résume la thématique abordée :
- Connecter
- Devenir
- Partager
- Inventer
- Modéliser
- Visualiser
- Respirer

Un rulpidon de 300 kg et de 2 m de côté, une œuvre en plaques d'acier d'Ulysse Lacoste, a été placé dans la cour du musée.